# Yuka Haneda
Yuka Haneda (羽田夕夏, Haneda Yuka), née le 14 juillet 1985 à Tokyo, est le nom de scène d'une japonaise idole de la vidéo pornographique, effeuilleuse et mannequin de charme réputée pour son tour de poitrine.

## Biographie et carrière
Haneda est née à Tokyo (Japon) le 14 juillet 1985. Sa distraction favorite est de visionner des films, marcher, danser et fabriquer des faux ongles artistiques.
Elle entre dans la pornographie en 2005 avec la série BOING. Elle est alors âgée de 20 ans. Elle interprète surtout des scènes de viol simulé, mazophallation, saphisme et masochisme mais son métier favori reste celui d'effeuilleuse. Elle est surtout réputée pour son tour de poitrine de 105 cm.

## Filmographie partielle
Les titres sont à la fois en anglais et en japonais. Les titres japonais, qui apparaissent sur la couverture de la boîte, sont traduits en anglais ou sont ceux utilisés lors de leur parution en langue anglaise. Ils ne sont pas toujours en rapport. Une filmographie regroupant 250 films peut être consultée ici
| Titre de la vidéo | Producteur N° d'identification        | Réalisateur     | Parution   | Notes |
| BOING.105 J-cup: Yuka Haneda 07 BOING.105 Icup 羽田夕夏 07                                                                                           | Dream Ticket BND-007                  |                 | 08-02-2008 | Série BOING / Japanese Boin Woman                                                                                  |
| I-cup Amateur Nakadashi Ayumi Ｉカップボイン素人ナマ中出し あゆみ I-kappu boin shirouto nama nakadashi Ayumi                                         | Munekyunkissa ALB-015                 | Kusarino Flower | 19-10-2008 | Série des Busty Amateur Nakadashi                                                                                  |
| Boin "Yuka Haneda" Box Ｂｏｉｎ「羽田夕夏」Ｂｏｘ | Art Body Collection / BoinBB BOBB-019 |                 | 01-04-2009 | Série Boin Box |
| Big Tits * Bomber Tits: Busty Kindergarten Teacher, vol.2 巨乳・爆乳 爆乳保母さんのおっぱい保育園 2 Kyonyu*bakunyu bakunyu okasan no oppai hoikuen 2 | BoinBB/Eiten BOIN-057                 |                 | 06-08-2010 | Série des Big Tits * Bomber Tits avec Rio Hamasaki, Konomi Ito, Aoi Mizumori, Kyoko Takashima et 7 autres actrices |

## Jeux
Yuka Haneda prête sa voix au personnage Seseri dans le jeu Espgaluda II.

## Sources
- (en) « Yuka Haneda 羽田夕夏 », Urabon Navigator (consulté le 12 décembre 2012);
- (en) « Yuka Haneda (羽田夕夏) », www.hotavmodel.com (consulté le 12 décembre 2012);
- (ja) « 羽田夕夏 (Yuka Haneda - biographie) »,  (consulté le 12 décembre 2012);
- (ja) « 羽田夕夏 (Yuka Haneda - biographie) », www.av-channel.com (consulté le 12 décembre 2012);
- (ja) « 羽田夕夏 (Yuka Haneda - informations sur l'actrice) », www.dmm.co.jp (consulté le 12 décembre 2012).